# Affaire Böhmermann

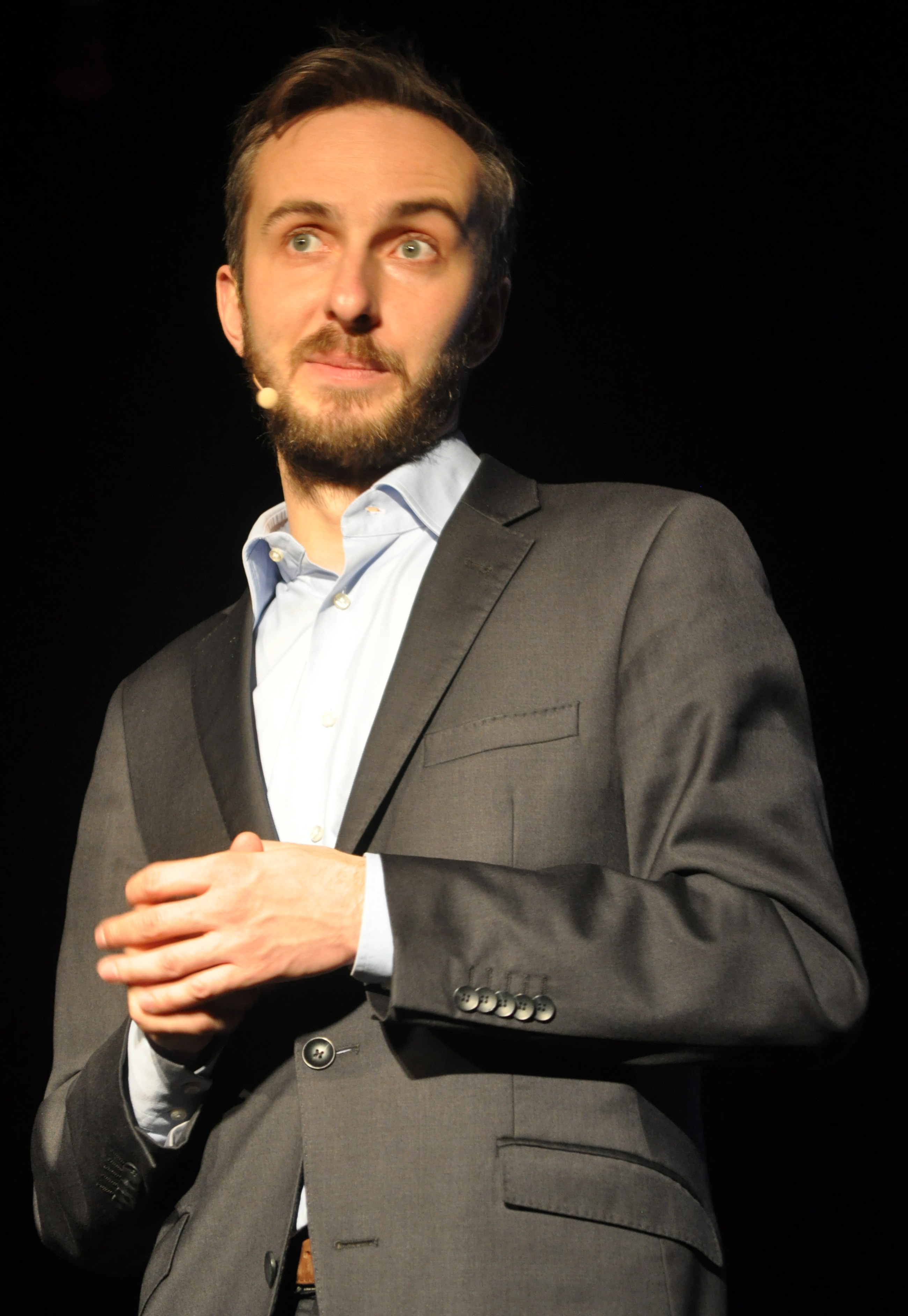
Jan Böhmermann

L'affaire Böhmermann est une affaire judiciaire survenue en Allemagne à la suite de la récitation par l'humoriste Jan Böhmermann d'un poème satirique à l'encontre du président turc Recep Tayyip Erdoğan, dans un contexte diplomatique rendu délicat par l'accord de mars 2016 entre l'Union européenne et la Turquie au sujet des flux de réfugiés syriens.

## Déroulement
Le 17 mars 2016, l'émission extra 3 de la chaîne publique régionale allemande NDR diffuse une vidéo satirique critiquant Recep Tayyip Erdoğan, le chef de l'État turc, notamment sur ses attaques contre la liberté de la presse. La vidéo, qui utilise des séquences et un montage peu flatteurs pour le président turc, est peu appréciée par le gouvernement turc et l'ambassadeur allemand Martin Erdmann est convoqué le 22 mars par le ministre turc des Affaires étrangères.
À la suite de cela, le 31 mars, Jan Böhmermann, un humoriste allemand à la tête de l'émission Neo Magazin Royale de la chaîne ZDFneo, déjà impliqué par le passé dans une affaire diplomatique autour d'une vidéo sur Yánis Varoufákis, lit à l'antenne un poème qu'il décrit lui-même comme étant insultant à l'égard du président turc, au-delà des limites imposées par le droit allemand. En effet, l'article 103 du code pénal allemand autorise les chefs d'État étrangers à porter plainte en Allemagne contre des propos injurieux tenus à leur encontre ; la poursuite doit toutefois être autorisée par le gouvernement allemand. Erdoğan poursuit donc Böhmermann, qui risque trois ans de prison. Son émission est temporairement suspendue, la vidéo est effacée, et un débat s'ouvre en Allemagne autour de la liberté d'expression et de l'utilité de l'article 103.
Le 22 avril 2016, le leader de la section berlinoise du Parti pirate allemand, Bruno Kramm, est arrêté à son tour pour avoir récité le poème devant l'ambassade de Turquie à Berlin en soutien à Böhmermann.

## Dénouement
Le 17 mai 2016, le tribunal de Hambourg interdit à Jan Böhmermann de déclamer à nouveau son poème satirique, jugé insultant et censuré dans 18 de ses 24 vers. Angela Merkel, qui a autorisé la poursuite judiciaire, a néanmoins promis la suppression de l'article 103. Il est définitivement supprimé le 1er juin 2017 à l’unanimité du parlement.